# Ambulyx semifervens
Espèce
Ambulyx semifervens est une espèce d'insectes lépidoptères de la famille des Sphingidae, sous-famille des Smerinthinae, tribu des Ambulycini, et du genre Ambulyx.

## Description
L'espèce est semblable à Ambulyx moorei et à Ambulyx dohertyi, mais les ailes sont plus larges et la marge distale de l'aile antérieure est plus convexe.

## Distribution  et habitat
Distribution
Il provient d'Indonésie (Moluques et à Sulawesi).

## Systématique
- L'espèce Ambulyx semifervens a été décrite par l'entomologiste britannique Francis Walker en 1865 sous le nom initial de Basiana semifervens.

### Synonymie
- Basiana semifervens Walker, 1865 Protonyme
- Oxyambulyx felixi Clark, 1924

### Taxinomie
Liste des sous-espèces
- Ambulyx semifervens amboynensis (Rothschild, 1894)[1].

Synonymie pour cette sous-espèce :
Ambulyx amboynensis Rothschild, 1894 .